# James Hamlyn Willis
James Hamlyn Willis (Oakleigh, Australia, 28 de enero de 1910-Australia, 10 de noviembre de 1995) fue un botánico, micólogo, y briólogo australiano.

## Primeros años y educación
Willis había nacido en Stanley, al noroeste de Tasmania. Durante su niñez fue un ávido explorador de las costas y brezales y arbustales, desarrollando interés en la naturaleza. Su familia retornó a Melbourne, donde fue a la Melbourne High School, graduándose en 1927.
Recibió un diploma en forestales en la "Victorian School of Forestry", de Creswick, a la que asistió de 1928 a diciembre de 1930 con una beca. De 1931 a 1937 , trabajó como oficial forestal en el centro de Victoria y en los montes Dandenong, con la "Victorian Forests Commission".
Sus colecciones botánicas y observaciones se extendieron en un periodo largo, desde sus primeros días en Tasmania, y luego durante su trabajo con la "Forests Commission", primero como estudiante en la "Victorian School of Forestry", de Creswick, y luego como oficial de campo. Investigó y publicó no solo sobre fanerógamas sino sobre las talófitas, particularmente musgos y hongos. Fue una persona de prodigiosa energía, y una enorme capacidad de trabajo... sus actividades continuaron después de su retiro.... fue corresponsal prolífico y ávido lector, con una realización plena de la importancia de la historia en la taxonomía. Sus intereses botánicos se extendieron más allá de la taxonomía: preparó listas florísticas de áreas locales, publicado informes descriptivos de la vegetación, y fue una voz temprana en conservación. Las plantas exóticas recibieron su atención, y revisó totalmente el libro de E.E. Lord Shrubs and Trees for Australian Gardens (Arbustos y árboles para los jardines de Australia) para su quinta edición de 1982, siendo una notable contribución en ese campo'. (Aston, Helen I., Muelleria 9:1-4 1996, p.3)
En total, Willis publicó poco más de 880 obras, incluyendo libros, artículos científicos y populares, folletos, ensayos y reseñas. 'En su papel de taxónomo, Willis describió 42 especies de plantas nuevas por sí mismo, y otras 22 especies como coautor, además de describir diversas nuevas variedades de plantas y la publicación de muchas combinaciones de nuevas nomenclaturas... Su A Handbook to Plants in Victoria, vol. 1 (1962; 2.ª edición de 1970), y el vol. 2 (1973), marcó un hito para la botánica de Victoria ... "fue un trabajo basado en gran medida en el propio Willis meticulosamente seleccionado, con observaciones de primera mano'. (Aston, p.3)
Willis dio su tiempo y conocimientos por igual a aficionados y a profesionales. 'Identificó montones de muestras por solicitud de información y a nadie se le hacía sentir que estaban molestándolo en su tiempo. Su popularidad como orador público claro, fluido y erudito era enorme y estaba siempre demandado de conferencias a científicos y a grupos de la comunidad. Para ello tenía miles de transparencias color, todas perfectamente etiquetadas y catalogadas de acuerdo a la materia. Los temas tratados fueron tan diversos como sus muchos intereses. Fue un miembro activo de alrededor de 16 organizaciones botánicas... [y] solía viajar muy lejos en Victoria para hablar con grupos locales o llevarlos a excursiones de campo' (Aston, p.3). Willis también fue proactivo en la Iglesia de la Unificación (antes Metodista) como un predicador laico por 65 años y miembro del coro y solista bajo en varias iglesias, incluyendo tanto las de las calles Male y New Brighton.
- La abreviatura «J.H.Willis» se emplea para indicar a James Hamlyn Willis como autoridad en la descripción y clasificación científica de los vegetales.[1]

## Carrera
- 1910 nace en Oakleigh, Victoria
- 1913-1924 vive en Stanley, noroeste de Tasmania
- 1924-1927 se muda a Melbourne, concurriendo al Melbourne High School
- 1927-1930 diploma de Forestaciones en la "School of Forestry de Creswick, Victoria"
- 1931-1937 oficial forestal en el centro de Victoria, y la Dandenong Ranges con la "Victorian Forests Commission"
- 1937-1940 Bachelor of Science (Hons), Universidad de Melbourne
- 1937-enero 1972 botánico taxónomo en el National Herbarium of Victoria, Melbourne
- 1958-1959 botánico australiano oficial de enlace en los Royal Botanic Gardens de Kew, Reino Unido
- 1961 botánico asistente gubernamental
- 1970-1972 director interino del Real Jardín Botánico de Melbourne (últimos quince meses de servicio)
- 1974 Doctorado en Ciencias, Universidad de Melbourne

## Expediciones por Australia
- 1938 Alpes Victorianos
- 1940s este de Gippsland
- Agosto - septiembre de 1947 "expedición Russell Grimwade" a Australia Occidental
- 1950s Victoria
- Noviembre de 1950 Archipiélago de la Recherche, Australia Occidental
- Abril de 1954 Tasman Peninsula
- Septiembre de 1965, julio de 1966, mayo-junio de 1974 - Central Australia
- Julio-agosto 1974 montes Kimberley y Hamersley, Australia Occidental
- Julio de 1979 y julio de 1980 - Central Australia
- Mayo - junio de 1984 lejano norte de Kimberley
- Junio-julio de 1984 Kakadu, Katherine Gorge, y isla Melville

## Viajes al extranjero
- 1958-1959 visitó la mayoría de las instituciones botánicas en el Reino Unido, y varios en el continente europeo, y pasó tres semanas en EE. UU., incluyendo el centro de California
- Enero-febrero de 1968, octubre de 1975, octubre-noviembre de 1982: Nueva Zelanda
- Julio-agosto de 1970, julio-agosto de 1975, agosto de 1979 Papua Nueva Guinea
- 1972 Islas británicas, Países Bajos, Suecia, Noruega, Islandia, Groenlandia
- 1978 Europa
- 1984 Sri Lanka, España, Portugal, Francia, islas del Canal, Europa
- Abril de 1986 China

## Honores

### Galardones
- 1960: medalla de la "Australian Natural History"
- 1973: medalla de Plata "Real Sociedad de Victoria"
- Septiembre de 1990: galardón de la Excelencia del "Australian Institute for Horticulture"

### Membresías
- Enero de 1974: honorario, Facultad de Ciencias Universidad de Monash
- Mayo de 1976: de la Sociedad linneana de Londres (Honoris Causa)
- Noviembre de 1989: honorario vitalicio, Amigos de la Royal Botanic Gardens, Kew
- Noviembre de 1991: honorario vitalicio Australian Conservation Foundation
- 1993: certificado de honor del "National Trust of Australia (Victoria)"
- Junio de 1995: de la Orden de Australia

Miembro activo de dieciséis organizaciones botánicas
- Real Sociedad de Victoria
- Field Naturalists Club of Victoria, se unió en 1932
- The Society for Growing Australian Plants
- National Trust of Australia (Victoria)
- Victorian National Parks Association
- Geelong Field Naturalists' Club
- Native Plants Preservation Society of Victoria
- The David Stead Wildlife Research Foundation (NSW)

## Publicaciones
La obra publicada se extendía sobre más de 880 productos: libros, panfletos, ensayos, artículos científicos y de divulgación, revisiones, incluyendo:-
- 1941, 1950, 1957 & 1963 Victorian Toadstools and Mushrooms
- 1956 Editor de las primeras tres ediciones de la Revista de Investigaciones del "National Herbarium" Muelleria
- 1962 & 1973 autor de "A Handbook to Plants in Victoria, Vol. I (Helechos, Coníferas, Monocotiledóneas) y Vol. II (Dicotiledóneas) publicado en 1962 y en 1973 respectivamente
- Hasta su sustitución por multiautores, la publicación de cuatro volúmenes Flora of Victoria (Inkata Press, Melbourne, 1993), el 'Manual' fue ampliamente considerado como el texto definitivo sobre la flora de Victoria
- 1968, 1973 & 1980 g.r. Cochrane, b.a. Führer, e.r. Rotherdam, j.&m. Simmons, j.h. Willis. Flowers and Plants of Victoria and Tasmania
- 1982 Revisión del libro de E.E. Lords Shrubs and Trees for Australian Gardens (5ª ed.)